# Kelsey Mann
Kelsey Mann (16 novembre 1974) è un regista, sceneggiatore e animatore statunitense.
Fa il suo debutto alla regia nel 2024 con il film d'animazione della Pixar Inside Out 2, sequel di Inside Out del 2015.

## Filmografia parziale

### Regista
- Centro feste (2013)
- Inside Out 2 (2024)

### Animatore
- Monsters University (2013)
- Il viaggio di Arlo (The Good Dinosaur) (2015)
- Onward - Oltre la magia (Onward) (2020)

### Sceneggiatore
- Il viaggio di Arlo (2015)